# Circuito de Albacete
Circuito de Albacete är en spansk racerbana belägen utanför Albacete.

## Banan
Albacete öppnade sin bana 1990 och man fick relativt snabb ett avtal med Superbike-VM om att arrangera en deltävling på banan. Mellan 1992 och 1999 stod den 3,5 km långa banan som värd för den spanska omgången i världsmästerskapet, men banans publikkapacitet är begränsad till 7 500, vilket fick Superbike att flytta till Valencia istället. I dagsläget arrangerar Albacete Endurance-VM för motorcyklar och lastbilstävlingar, förutom de inhemska tävlingarna som går på banan.